# 佐々木武生
佐々木 武生（ささき たけなり、1883年（明治16年）9月 – 1936年（昭和11年）1月4日）は、日本の衆議院議員（立憲政友会）。弁護士。

## 経歴
島根県隠岐郡西郷町（現在の隠岐の島町）出身。1903年（明治36年）、明治法律学校（現在の明治大学）を卒業。隠岐汽船株式会社書記を経て、判事検事登用試験に合格し司法官試補となった。のち、弁護士を開業した。
1919年（大正8年）、衆議院議員に補欠当選を果たした。
その他、徳田洋行顧問、福松商会顧問、内海商会顧問を務めた。